# Pedro Cordero
Pedro Ignacio Cordero Sánchez (Cartagena, 17 agosto 1968) è un dirigente sportivo ed ex calciatore spagnolo, di ruolo difensore, direttore sportivo del Real Murcia.

## Carriera
Cresciuto nel Cartagena FC, con la società murciana vinse il campionato di Segunda División B nel 1992.

## Palmarès

### Competizioni nazionali
- Segunda División B: 1

Cartagena FC: 1991-1992